# Estación de Lezama
Lezama es una estación de tren en superficie perteneciente a la línea 3 de Euskotren Trena (línea del Txorierri). Se ubica en el municipio homónimo, en Vizcaya, cerca de la torre de Lezama. Pertenece a la zona tarifaria 2 del Consorcio de Transportes de Bizkaia.
La estación tiene un único acceso, por medio de rampas. El andén es central, y puede accederse a él por ascensor.

## Enlaces externos

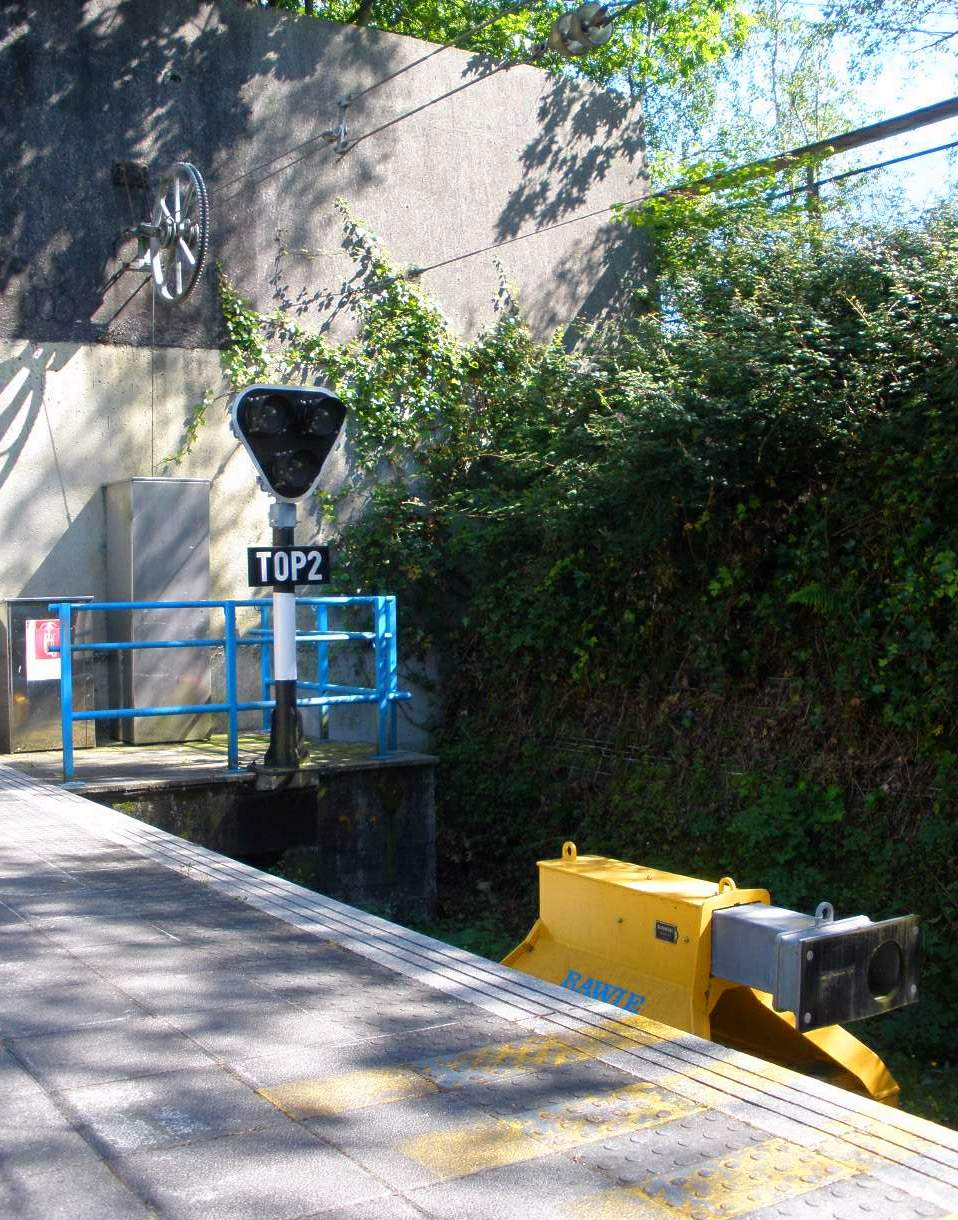
Inicio de la línea 3 de Euskotren Trena en la Estación de Lezama

## Accesos
- Barrio Aretxalde, 80
- Interior de la estación